# Kočeva
Kočeva je lijeva pritoka rijeke Bosne u zeničkoj kotlini.
Izvire kod Milike i teče nestalnim vodotokom prema sjeveroistoku, prema Šušnju i Poratju gdje je sutoka, pa kroz Pojske skreće na jugoistok. Protiče kroz Rebrovac, gdje se sa sjevera ulijeva Pošćanska rijeka, i od tog dijela je stalni vodotok, pa kroz Konjeviće, između Bukove Glave i Zahrašća ulijeva se sa sjevera Vrseljska rijeka, kroz Stranjane odakle teče ka istoku pa kroz Dolac, kod Jagodića skreće ka jugoistoku, a od Obrenovaca i Kozaraca teče prema jugu, kod Lokvina se u nju sa zapada ulijeva Janjački potok. Kod Grma skreće ka istoku, kod Donjeg Čajdraša u nju se s juga ulijeva potok, s južne strane obilazi brdo Zmajevac protičući kroz Veliku i Malu Brodu, obilazeći sa sjeverne strane Golubak te tečući kroz urbani dio Zenice kraj Korzoa a ispod Kamenitog mosta blizu Sinagoge ulijeva se u Bosnu. Lokalna cesta R603/R413a prati tok rijeke.